# Labūnava (okręg kowieński)
Labūnava (lit. Labūnava, hist. Łabunów, Łabunowo) – wieś na Litwie położona w rejonie kiejdańskim okręgu kowieńskiego, 11 km na południe od Kiejdan, nad Niewiażą.

## Historia
W drugiej połowie XIV wieku w Łabunowie istniał zamek, który został spalony w 1363 roku przez wielkiego mistrza krzyżackiego Winricha von Kniprode. Po odbudowaniu został ponownie w 1366 roku spalony. Po kolejnej odbudowie został znów zniszczony, w 1381 roku, tym razem przez Konrada Zöllnera von Rotenstein.
Najdawniejszy udokumentowany właściciel Łabunowa to Mikołaj Zabiełło herbu Topór, cześnik żmudzki, pod koniec XVI wieku. Po nim dziedziczył jego syn Salomon (~1630–1685), żonaty z Teodorą z Kurdwiczów (Teklą Teodorą Kudrewicz), a po nim ich syn Mikołaj junior (~1670–1739) żonaty z Franciszką Białłozorówną (~1680–1761). Po nich Łabunów odziedziczył ich syn Jan Szymon Zabiełło (zm. 1761), kasztelan mścisławski żonaty z Teresą Sipajłówną (~1700–1755), a następnie syn Jana Ignacy (1745–?), chorąży kowieński, fundator tutejszego kościoła w 1779 roku, żonaty z Anną Elżbietą Monwid-Białłozorówną, a po nich – ich syn Onufry Szymon (1775–?), podkomorzy kowieński, żonaty z Krystyną von Vossberg (~1783–?). Szymon przekazał swą schedę synowi Karolowi (1808–?), który ożenił się z Matyldą Kobylińską (~1810–1887), po których dziedziczył ich syn Henryk Onufry (1844–1900), żonaty z Jadwigą Komarówną. Ich syn Karol Henryk (1868–1937) był ostatnim właścicielem Łabunowa. Po 1920 roku dobra łabunowskie zostały przejęte przez państwo litewskie.
| rok  | liczba ludności |
| ---- | --------------- |
| 1865 | 60              |
| 1923 | 175 (we dworze) |
| 1959 | 36              |
| 1970 | 193             |
| 1979 | 734             |
| 1985 | 847             |
| 1989 | 882             |
| 2001 | 939             |
| 2006 | 915             |
| 2011 | 747             |

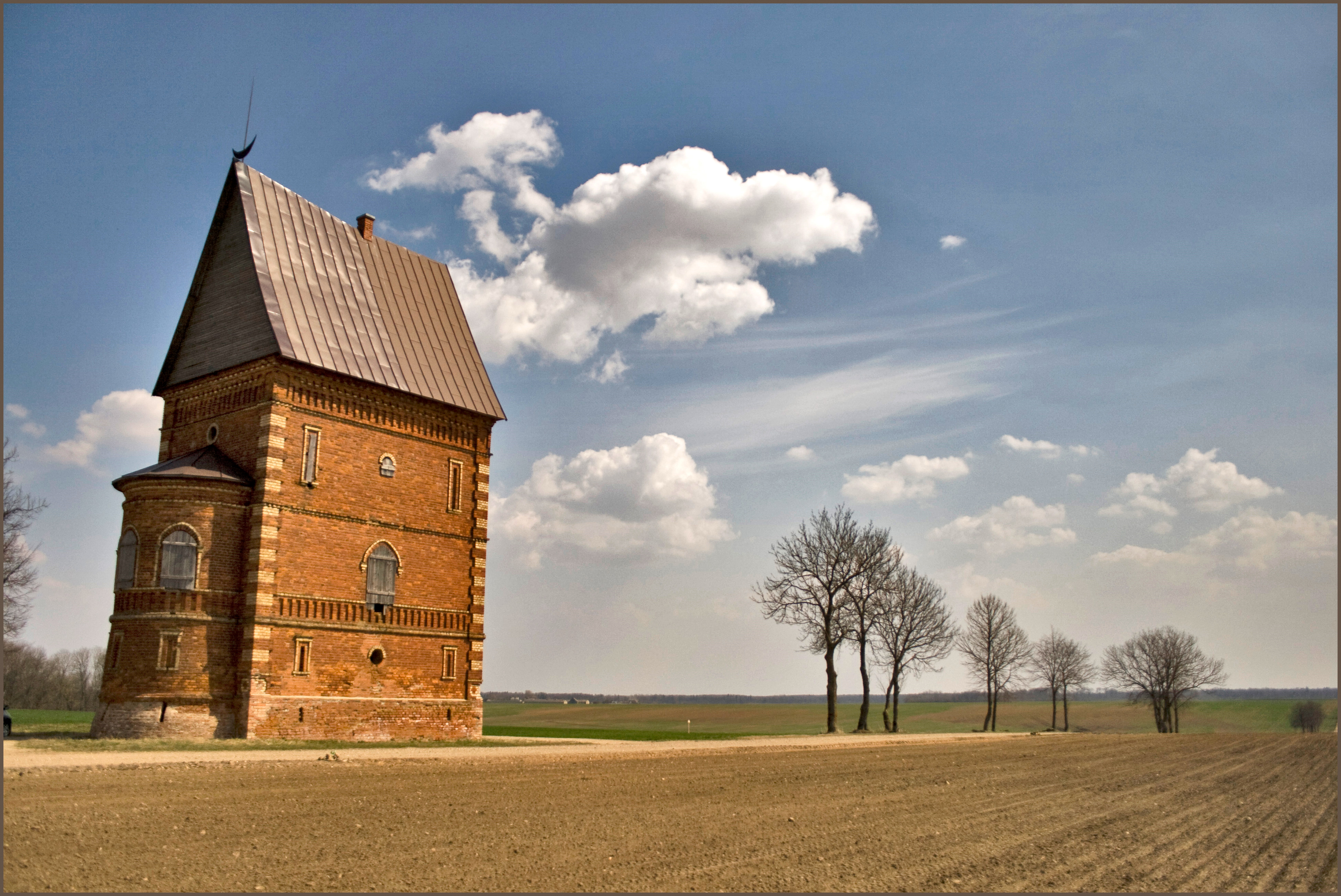
Pozostałości po Zabiełłach (2011)

Po III rozbiorze Polski w 1795 roku Łabunów, wcześniej wchodzący w skład województwa trockiego Rzeczypospolitej, znalazł się na terenie ujezdu kowieńskiego guberni litewskiej, a następnie wileńskiej i kowieńskiej Imperium Rosyjskiego. W drugiej połowie XIX wieku należał do gminy Bobty. Od 1920 roku Łabunów należy do Litwy, która w okresie 1940–1990, jako Litewska Socjalistyczna Republika Radziecka, wchodziła w skład ZSRR.
Wyżej wspomniany kościół z 1779 roku (erygowany w 1812 roku), spalony w czasie wojen napoleońskich, odbudowany w 1855 roku (wspomina o nim Napoleon Rouba w 1909 roku), został ostatecznie spalony w 1944 roku.

## Stan obecny
Na terenie wsi działa szkoła podstawowa, przedszkole, poczta, biblioteka (od 1956 roku), siedziba leśnictwa, hotel, przychodnia. Obecnie jako kościół wykorzystywana jest kaplica cmentarna z 1859 roku (kościół Opatrzności Bożej).

## Nieistniejący pałac
Pierwsza rezydencja Zabiełłów, o której wiadomo, została wybudowana prawdopodobnie w XVII wieku. Był to drewniany dom z łamanym dachem.
Nowy pałac został wybudowany między 1882 a 1909 rokiem według projektu Karola Kozłowskiego. Był to neorenesansowy, dwukondygnacyjny budynek o skomplikowanej bryle, portykiem na osi i czworoboczną wieżą z boku. Pałac ten nigdy nie był dłużej zamieszkany, gdyż Zabiełłowie mieszkali w swej głównej siedzibie, w Opitołokach. 
Pałac został zniszczony prawdopodobnie w czasie I wojny światowej.
Majątek Łabunów został opisany w 3. tomie Dziejów rezydencji na dawnych kresach Rzeczypospolitej Romana Aftanazego.